# فيسوكاي
فيسوكويي (بالروسية: Высокое) هي مدينة في مقاطعة بوبريسك أوبلاست في روسيا البيضاء.